# جوزيف كاباغامبي
جوزيف كاباغامبي (Joseph Kabagambe)، هو لاعب كرة قدم أوغندي سابق، سبق له تمثيل منتخب أوغندا لكرة القدم بين عامي 2003 و2013. أما على صعيد الأندية فقد سبق له اللعب في أوغندا ورواندا والسودان.

## الإنجازات

### فيلا
- الدوري الأوغندي الممتاز (4): 2001، 2002، 2003، 2004.
- كأس أوغندا (1): 2002.

### أتراكو
- كأس رواندا (1): 2008-09.
- كأس سيكافا للأندية (1): 2009.

## روابط خارجية
- جوزيف كاباغامبي على موقع الاتحاد الدولي (مؤرشف)  (الإنجليزية)
- جوزيف كاباغامبي على موقع قاعدة بيانات كرة القدم.إي يو (الإنجليزية)
- جوزيف كاباغامبي على موقع ناشيونال فوتبول تيمز (الإنجليزية)